# یواس‌اس سانتی (سی‌وی‌یی-۲۹)
یواس‌اس سانتی (سی‌وی‌یی-۲۹) (به انگلیسی: USS Santee (CVE-29)) یک کشتی بود که طول آن ۵۵۹ فوت (۱۷۰ متر) بود. این کشتی در سال ۱۹۳۹ ساخته شد.